# Tham nhũng

Bản đồ mô tả Chỉ số tham nhũng trên thế giới của Tổ chức Minh bạch Quốc tế năm 2018; điểm cao hơn cho thấy mức độ tham nhũng thấp hơn

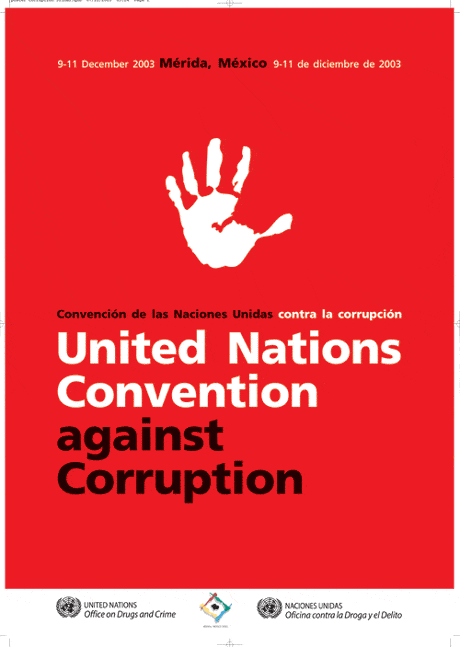
Công ước phòng chống tham nhũng

Tham nhũng (Tiếng Anh: corruption) là hành vi lợi dụng quyền hành để gây phiền hà, khó khăn và lấy của dân. Cùng với tham nhũng là tham ô (Tiếng Anh: embezzlement) là hành vi lợi dụng quyền hành để lấy cắp của công. Tham nhũng và tham ô là một hệ quả tất yếu của nền kinh tế kém phát triển, quản lý kinh tế - xã hội lỏng lẻo tạo ra nhiều sơ hở cho các hành vi tiêu cực, hiện tượng tham nhũng và các tệ nạn có điều kiện phát triển và tại đó một phần quyền lực chính trị được biến thành quyền lực kinh tế.
Tham nhũng và tham ô làm chậm sự phát triển kinh tế - xã hội, làm giảm lòng tin của công dân vào nhà nước và đến chừng mực nào đó nó gây mất ổn định chính trị, kinh tế - xã hội.